# César Vichard de Saint-Réal
César Vichard de Saint-Réal (Chambéry, 1639 – Chambéry, 1692) è stato uno storico, abate e scrittore francese, fra i primi autori del romanzo storico.
Fu confidente della duchessa Ortensia Mancini e stette con lei in Inghilterra nel 1679.
Fu in polemica col teologo giansenista Antoine Arnauld.

## Opere
- De l'usage de l'histoire (1671)
- Don Carlos (1672)
- La conjuration des Espagnols contre Venise (1674)